# Alim Mebung
Alim Mebung is een bestuurslaag in het regentschap Alor van de provincie Oost-Nusa Tenggara, Indonesië. Alim Mebung telt 1725 inwoners (volkstelling 2010).